# Point Comfort (Texas)
Point Comfort es una ciudad ubicada en el condado de Calhoun en el estado estadounidense de Texas. En el Censo de 2010 tenía una población de 737 habitantes y una densidad poblacional de 216,06 personas por km².

## Geografía
Point Comfort se encuentra ubicada en las coordenadas 28°39′52″N 96°33′19″O / 28.66444, -96.55528. Según la Oficina del Censo de los Estados Unidos, Point Comfort tiene una superficie total de 3.41 km², de la cual 3.41 km² corresponden a tierra firme y (0.15%) 0.01 km² es agua.

## Demografía
Según el censo de 2010, había 737 personas residiendo en Point Comfort. La densidad de población era de 216,06 hab./km². De los 737 habitantes, Point Comfort estaba compuesto por el 84.12% blancos, el 0.68% eran afroamericanos, el 0.68% eran amerindios, el 7.46% eran asiáticos, el 0% eran isleños del Pacífico, el 4.34% eran de otras razas y el 2.71% pertenecían a dos o más razas. Del total de la población el 31.48% eran hispanos o latinos de cualquier raza.